# Спътърей
Спътърей (на румънски: Spătărei) е село в окръг Телеорман, Румъния.

## Население
Численост на населението според преброяванията през годините:
| Година | Население |
| 2002   | 1263      |
| 2011   | 1084      |

### Българи
Българите се приселват в селото през годините 1810, 1828 и 1829 от Плевенските села Ореховица и Сливовица. В периода 1910 – 1920 г. в селото са живеели 1100 българи от Оряховско. Българи живеят в селото и в наши дни, като представляват мнозинство, въпреки че румънизацията е налице. Българският говор е от белослатински тип.